# Parydra hecate
Parydra hecate är en tvåvingeart som först beskrevs av Alexander Henry Haliday 1833.  Parydra hecate ingår i släktet Parydra och familjen vattenflugor. Inga underarter finns listade i Catalogue of Life.